# Оливия и Кен Харпър
Оливия и Кен Харпър (на английски: Olivia and Ken Harper) са американски писатели на любовни романи. Пишат под собствените си имена или под общия псевдоним Джоана Брандън (на английски: Joanna Brandon). Оливия Харпър пише под псевдонима Джолийн Адамс (на английски: Jolene Adams).
Двамата са съпрузи.

## Произведения

### Като Джоана Брандън

#### Романи
- The Devil's Playground (1982)
- Sing to Me of Love (1983)
- Отново Саманта, Love, Bid Me Welcome (1984)
- All the Right Moves (1985)
- Just a Kiss Away (1985)
- Lingering Laughter (1986)
- The World in His Arms (1986)
- Suspicion & Desire (1986)
- Never Give in (1987)

### Като Оливия и Кен Харпър

#### Романи
- Casey's Cavalier (1984)
- A Knight To Remember (1987)

### Като Джолийн Адамс

#### Романи
- From This Day Forward (1982)

### Като Кен Харпър

#### Романи
- Mystery In Mansfield (2008)